# Jardín Botánico Textil
El Jardín Botánico Textil ( en francés: Jardin botanique textile) es un jardín botánico de 1500 m² de extensión, especializado en plantas usadas para textiles, cestos, y cuerdas, de propiedad privada, en Flavigny-sur-Ozerain, Francia.

## Localización
Jardin botanique textile Rue Lacordaire, Flavigny-sur-Ozerain, département du Côte-d'Or, Bourgogne, France-Francia.
Planos y vistas satelitales.47°30′46.08″N 4°31′54.84″E / 47.5128000, 4.5319000
Es visitable a diario en los meses cálidos del año. Se cobra una tarifa de entrada

## Historia
Inicialmente era un huerto, y desde 1990 un jardín de esculturas.
Actualmente el jardín botánico fue creado en el 2002 por el diseñador textil Daniel Algranate como un complemento de su museo, Maison des Matières et du Design textile (La casa de los materiales y el diseño textil).

## Colecciones botánicas
En este jardín botánico se albergan unas 200 especies de:
- Plantas productoras de fibras textiles para hacer ropa,
- Plantas usadas en cestería,
- Plantas productoras de fibras para hacer cuerdas,
- Plantas usadas para hacer tintes,

En sus colecciones se incluyen abaca, agave, bambús, cistus, algodón, cornejos, lino, cáñamo, piñas ananás, y mimbres,
Entre las especies destacan Alcea rosea, Artemisia vulgaris, Galium aparine, Cruciata laevipes, Galium odoratum, Genista tinctoria, Isatis tinctoria, Rubia peregrina, y Verbascum thapsus.